# 愛しのゴースト
『愛しのゴースト』（いとしのゴースト、原題:PEE MAK）は2013年にタイ王国で製作されたラブコメディ・ホラー映画である。
監督はバンジョン・ピサンタナクーン、主演はマリオ・マウラーが務めた。「プラカノーンのメーナーク」というタイの有名な怪談が基となっている。
タイでは『アナと雪の女王』『アバター』の興行収入記録を超え、タイ歴代興行収入1位というメガヒットを記録した。。
日本では、複数の映画祭にて公開されたのち、2014年10月18日に全国劇場公開となった。
2014年3月4日には吹き替え版も収録されたDVDとBlu-rayがソニー・ピクチャーズ エンタテインメントより発売された。

## あらすじ
物語は、19世紀半ばのシャム、ラーマ4世の治世であり、シャムが近隣の王国との戦争に悩まされていたラタナコーシン王朝の最盛期に設定されている。マーク(マリオ・マウラー)は戦争のため徴兵され、バンコク中心部からそれほど遠くないプラカノンの町に妊娠中の妻ナーク(ダビカ・ホーン)を置き去りにすることを余儀なくされた。彼は戦闘中に負傷し、医療キャンプに送られる。そこで彼は仲間の兵士である眼鏡のドゥー、パイナップル頭のプアック、超ビビリ屋のシン、ヒゲ面のエーに出会った。彼らは再び地獄のような戦場に立ち、敵の銃撃で死ぬところだったのをマークが救い、親友同士になった。
そのころ、プラカノーンでは、ナークは一人で赤ちゃんを産むのに苦労していた。彼女は助けを求めたが、その声は弱すぎて届かなかった。その直後、「ナークが既に亡くなっていて、今家にいるのはゴーストだ」という噂が村に広まり始める。近所の村人たちは、彼女が赤ちゃんに子守唄を歌うのを聞いて怖がり、恐れを抱いた。
マークとヘンテコ仲間である彼の友人たちは奇跡的に帰還し、夕方にプラカノンに戻ってくるが、彼らは町が異常に静かであることに気づく。5人はその後夜中にマークとナークの家に到着し、マークは友人らにナークを紹介する。暗すぎて旅を続けることができないこともあり、マークの友達はマークの亡くなったおばさんの空き家に泊まることにする。
翌日、男たちは村の市場を訪ねるが、市場ではマークへの商品の販売を拒否して逃げるなど、村人に敬遠されてしまう。ただ1人、酔っ払った村の老婆がマークに、足の間から覗き込めばナークが幽霊だとわかると警告を叫ぶが、息子のピンに無理やり口をふさがれる。その夜、マークの4人の友人は、市場で聞いたことについて宴席で話し合うが、その噂はばかげているとして一旦は却下する。
その宴席に来ないマークを迎えにシンが家に向かうが、その家はよく見れば階段の1つが壊れるなど何ヶ月も維持されていないことがわかる老朽化した残骸であった。マークとナークの息子であるダンが寝ているゆりかごは、ひとりでに揺れていた。そして、彼はナークが家の下に落ちたマナオを拾うために腕を不自然な長さに伸ばしているのを見てしまう。
逃げ帰ってきたシンに、ドゥーはシンの言葉を妄想だと非難するが、後日、森で野糞をしていたドゥーは、ナークとまったく同じ指輪を身に着けた白骨化した遺体を家の後ろで発見してしまう。また、以前にも彼らに警告した酔った老婆も不思議なことに溺死してしまっていた。
マークは4人の友人を夕食に招待するが、それはナークが作った、枯れ葉と生きた芋虫で作られた料理だった。その後、彼らはジェスチャーゲームで遊ぶ。お題の一つに、「Phi Sua」(蝶々)という言葉があった。この言葉を表現するためにドゥーがナークを「Phi」(幽霊)と指差したことが発端となり、皆はマークにナークがゴーストであると警告するが、ナークを深く愛すマークは彼らの警告をすべて却下する。そして、彼らはもはや彼の友人ではないと宣言し、彼らを宿所から追い出してしまう。
その後、マークとナークは夜の町にデートに出かけ、遊園地を訪れる。マークの当たらない的当ては目を逸している間に命中しており、観覧車の列はナークに追い払われてしまっていた。誰もいない観覧車のなかで、マークとナークは愛を深めていく。また、マークの友人らは、ナークが幽霊であることをマークに納得させようと、お化け屋敷の中でマークを捕まえようとする。これには成功し、マークは捕らえられて森に連れて行かれる。
突然、森の中で、マークの古い戦傷が痛みはじめる。友人らは、傷の治りがあまりにも遅いことに驚くが、シンとドゥーはナークではなくマークが幽霊であるのではないかと疑う。そして、マークが聖なる米をぶつけられた時に痛みで反応したことでマークが幽霊だと確信する。友人らは負傷したマークから逃げ出そうとするが、その時、ピンが美しいナークを狙っていたことを思い出し、ナークを救出しようとする。
彼らがナークとともに舟に乗って逃げてようとしているところに、マークが"戻って"きて、川底を歩いて舟に向かってくるが、途中で足がつって溺れかけてしまう。幽霊は足をつるはずがないとして、マークが幽霊ではなかったことが明らかになり、彼は救出される。聖なる米がぶつかったときに悲鳴をあげたのは、米が傷口を直撃したからであった。マークかナークのどちらかが幽霊かどうかわからなくなった混乱のなか、エーがマークとナークが着けていたのと同じ指輪を落とす。それは家の後ろの死体が着けていたのと同じものであった。エーは即座に幽霊だとされ、ボートから蹴落とされる。そこから他の人らは逃げようとするが、重さを軽くするためとして直前に櫂を捨てており、さらに遠くに流れてしまったため拾えず、ボートは動けない。そこに、ナークが何故か濡れた櫂を用意し、それをドゥーに渡す。舟の先頭に乗っていたドゥーは舟から立ち上がって一団を両足の間から覗き込み、さらに舟の一番後ろに乗っていたナークが2番目に乗っていたマークの肩に手を置くため腕を伸ばしたことで、ナークがずっと幽霊であったことが明らかになる。マークを含めた4人の男たちは寺に逃げようとする。マークはナークを1人にしたくないと渋るが、石をぶつけられて気絶させられ、寺に連れて行かれる。
寺では、男たちは地元の僧侶に守られ、聖なる米と聖なる水で武装し、魔法のかかった糸で作った"安全な輪"の中にいた。ナークは恐ろしい幽霊の姿で現れ、攻撃してくる。最初は、聖なる「武器」がナークを寄せ付けなかったが、パニックに陥ったこと、マークがナークの元に戻ろうとしたことが相まって、聖なる米と水はすべて失われ、僧侶はあやまって"安全な輪"からはみ出てしまう。僧侶は寺院から逃げ出してしまう。逃げ出す最中、"安全な輪"は完全に破壊され、4人と怒ったナークは相対する。そこに、エーが再び現れる。結局彼も人間であった。彼はギャンブル資金を調達するために家の後ろの死体から指輪を盗んだのだった。その件が解決したとき、彼らはついに彼らがナークから逃げるはずだったことを思い出す。ナークは5人に怒って、愛する人と一緒にいたいと叫ぶ。4人の友人は、死者と一緒に暮らすことができるとは信じておらず、反対し、酔っ払った老婆を殺したと非難する。ナークは関与を完全に否定し、老婆は酔っぱらって足を滑らせて溺死したと言う。ナークは、悲しみ、怒り、そして絶望の複合でマークを殺し、マークを自分と一緒に暮らすように連れて行くと脅すが、自分が夫をどれだけ怖がらせていたかに気付き、直前でそれをやめる。その後、マークは、ジェスチャーゲームで疑いを提示されるずっと前から、ナークについての真実をずっと知っていたことを明らかにする。彼はすでに足の間からナークを見ていて、彼女の幽霊のような姿を目にし、さらに彼女の白骨化した死体を見つけていた。しかし、それでも、彼は彼女が死んでいるよりも彼女なしで生きることをはるかに恐れていたのだ。二人は涙ながらに和解する。友人たちは、彼らが和解したのを見て、彼らの友情を涙ながらに再確認し、たとえ彼らの一人が死んだとしても、二度とお互い離れないことを誓う。最後に、マークとナークの初対面がフラッシュバックする。
スタッフロールでは、マーク、彼の妻ナーク、彼の4人の友人のその後が描かれる。彼らは村で幸せに暮らしている。ナークは彼女の超自然的な能力を活かして、雑用をしたり、ジェスチャーゲームをしたり(マークがそこで生まれて初めて勝つ)、彼女を追い払おうとしている村人(ピンに率いられている)を怖がらせ、町の「お化け屋敷」を運営している。彼女の子供であるデンも、まだ幼児であるにもかかわらず、彼女の能力のいくつかを受け継いでいることも明らかにされている。

## キャスト
- マリオ・マウラー - マーク：（吹替：小野大輔）
- ダビカ・ホーン - ナーク：（吹替：小松未可子）
- ナタポン・チャートポン - ドゥー（吹替：櫻井孝宏）
- ポンサトーン・ジョンウィラート - プアック（吹替：伊丸岡篤）
- アタルット・コンラーシー - シン（吹替：福山潤）
- カンタパット・プームプーンパチャラスック - エー（吹替：神谷浩史）
- ショーン・チンダーショート - ピン（吹替：梶裕貴）
- その他声の出演：上田燿司、各務立基、武田幸史、まつだ志緒理、吉田麻実

日本語版制作スタッフ
- 演出：岩浪美和　翻訳：久保喜昭　録音スタジオ：ACスタジオ
- 日本語版制作：ACクリエイト株式会社　担当：成田まなみ

## 映画祭での上映
- アジアフォーカス・福岡国際映画祭2013[4]
- 第5回京都ヒストリカ国際映画祭[5]
- 第7回したまちコメディ映画祭in台東[6]
- 第25回にいがた国際映画祭[7]
- 新大久保映画祭[8]